# MovNat
MovNat  ou Mouvement Naturel, aussi appelé Paléo-fitness,est une méthode d'éducation physique mise au point par le franco-américain Erwan Le Corre (en) qui prône un retour aux mouvements naturels du corps humain. Plutôt que de se concentrer sur une seule partie du corps et de subir les mécanismes répétitifs des machines, la méthode consiste à se mouvoir naturellement,.

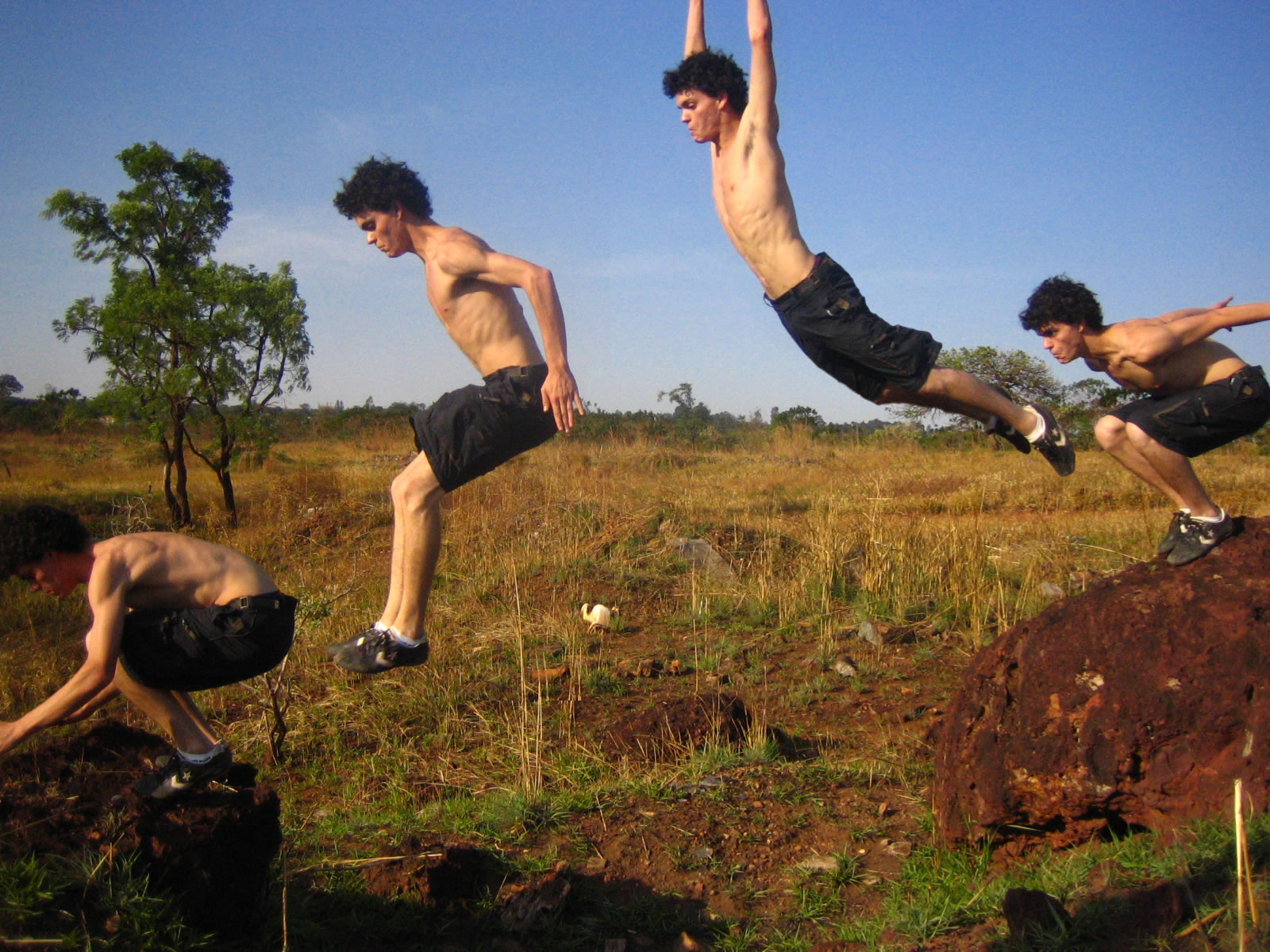
Saut de Précision

## Publications
The Practice of Natural Movement: Reclaim Power, Health and Freedom. Erwan Le Corre 2019,